# Великден
Велѝкден (Възкресение Христово) е денят, в който християните честват Възкресението на Сина Божи Иисус Христос. В християнската религия на Великден се чества възкръсването на Иисус Христос. То е на втория ден след когато Христос е разпънат на кръст и погребан. Празната гробница е видяна от жените мироносици, посетили гроба. След това Исус Христос се явява на Мария Магдалена, а после и на апостолите. Католическата и Протестантската църква също отбелязват Възкресение Христово. В православното християнство е един от Дванадесетте велики празника и основният подвижен празник в Новоюлианския календар.

## Страстна седмица
Денят, в който според Библията Иисус Христос възкръсва е последният от седмица, известна като Страстната седмица (наречена още Седмицата на страданията - на старобългарски думата "страст" означава и "страдание" и в случая обозначава преживяванията на Бога Син в течение на нея). Тя съвпада със седмицата, в която евреите честват празника Пасха/Песах (в памет на началото на т.нар. Изход - пътуването на предците им към и около страната Ханаан, след период на многовековна египетска власт над тях), откъдето идва и влиянието му върху хронологията и обредността на Великденските празници. Също традиция, заимствана от еврейската, е за начало на деня в хода на тези празници се приема вечерта на предишния, според светския календар.
Страстната седмица е последната седмица на Великия пост и на всеки един ден от нея се извършват специални църковни служби. Предхожда се от Цветница (когато Исус Христос тържествено влиза в Йерусалим). Всеки ден от Страстната седмица се нарича велик – Велики понеделник, Велики вторник и така нататък, с изключение на Разпети петък - денят на смъртта на Месията. Завършва с Великден. У православните християни, денят след нея е обединен с неделята ѝ в продължаващо честване на Великден и е известен, като Светъл понеделник, както и изобщо цялата седмица, започваща с него е наричана Светла седмица. С нея започва период от 40-50 дни, известен като Великденски период.
В християнската религия на Великден се чества възкръсването на Исус Христос. То е на втория ден след когато Христос е разпънат на кръст и погребан (в една скална ниша). Празната гробница е видяна от жените-мироносици, посетили гроба. След това Исус Христос се явява на своята сподвижница Мария Магдалена, която отначало решава, че някой е преместил трупа му и дори го взема за човека, който го е направил, а после - и на апостолите, т.е. на най-близките си ученици. Скоро се изяснява, че Исус не е умрял завинаги, а е претърпял адски мъки в полза на човечеството и след явяването си на тези хора ще се издигне жив до Отца. Именно с тази цел, както и за да установи Нов завет, са се е случили, според Библията, неговите живот, смърт и възкресение.

## Изчисляване на датата на Великден
Първоначално Великден се е празнувал едновременно с еврейската Пасха, фактически възприеман като нейна разновидност, но с отдалечаването на ранното християнство от практиките на юдео-християните и въобще - от юдаизма - възниква идеята да се празнува, както отделно от евреите, така и в различно време. Постепенно се оформят 2 течения (за придържане към датата 14 нисан, когато и да се пада тя, и против това), всяко от тях има множество привърженици и от някои висши духовници (например папа Виктор I) се водят упорити борби за уеднаквяване на датите или дори само в какви дни от седмицата да може да се празнува (папа Виктор I настоява да е винаги в неделя, но не успява да се наложи, въпреки че отлъчва от Църквата противниците си).
Сред доводите на противниците на допитването до евреите за дата на 14 нисан и празнуване според съобщенията им е и този, че след разрушаването на Втория храм и разселването на евреите, техните учени са скъсали с оригиналния метод и място на пресмятането му и резултатите им не са нито единни, нито винаги верни (което се доказва с това, че понякога изчисляват Пасхата, преди равноденствието, а преди това винаги е била след него). На много места това се приема и се създават местни методи за пресмятане, а другаде продължават постарому или приемат, че е достатъчно Великден да е неделята след еврейската Пасха. До консенсус по въпроса се стига едва от присъстващите на Първия вселенски събор в Никея (325 г.), окончателно е решено да не се празнува винаги на една и съща дата с евреите, а формулата която е постулирана е: 
Страстната седмица е от понеделник до неделя след първото пролетно пълнолуние, а Великден е в неделния ден на Страстната седмица. 
С това се ограничава провеждането на Великден до веднъж в 1 календарна година (Пасха е възможно да има и 2 пъти). Църковното пролетно равноденствие (тогава - календарът, който се следва в това отношение повсеместно до XVI век е Юлианският календар) е на 21 март, а изразът "след първото пролетно пълнолуние" визира разположението на неделята от Страстната седмица (в смисъл, че неделята - на която е Великден - трябва да е след пълнолунието, но част от Страстната седмица може да бъде и преди него). Така най-ранната дата за празнуване на Великден става 22 март.
| Година | Западни  | Източни  |
| ------ | -------- | -------- |
| 2001   | 15 април | 15 април |
| 2002   | 31 март  | 5 май    |
| 2003   | 20 април | 27 април |
| 2004   | 11 април | 11 април |
| 2005   | 27 март  | 1 май    |
| 2006   | 16 април | 23 април |
| 2007   | 8 април  | 8 април  |
| 2008   | 23 март  | 27 април |
| 2009   | 12 април | 19 април |
| 2010   | 4 април  | 4 април  |
| 2011   | 24 април | 24 април |
| 2012   | 8 април  | 15 април |
| 2013   | 31 март  | 5 май    |
| 2014   | 20 април | 20 април |
| 2015   | 5 април  | 12 април |
| 2016   | 27 март  | 1 май    |
| 2017   | 16 април | 16 април |
| 2018   | 1 април  | 8 април  |
| 2019   | 21 април | 28 април |
| 2020   | 12 април | 19 април |
| 2021   | 4 април  | 2 май    |
| 2022   | 17 април | 24 април |
| 2023   | 9 април  | 16 април |
| 2024   | 31 март  | 5 май    |
| 2025   | 20 април | 20 април |
| 2026   | 5 април  | 12 април |
| 2027   | 28 март  | 2 май    |
| 2028   | 16 април | 16 април |
| 2029   | 1 април  | 8 април  |
| 2030   | 21 април | 28 април |

Известно време дата на Великден се изчислява ежегодно и се съобщава на останалите патриарси от Александрийския, но после това е преустановено и изчисленията започват да се правят по места и с разнородни резултати. За трайно връщане към александрийския метод са съставени таблици за предварителното й пресмятане и посочване, основани на т.нар. Метоничен цикъл. На град Александрия в Египет (древен научен център в делтата на река Нил) те са наречени Александрийски пасхалии. Ползват се въобще с голям авторитет, но и са били многократно подлагани на преработки и комбиниране с други методи, вследствие на което има и много други пасхалии.
С установяването на 2 основни християнски деноминации - Православна църква и Католическа църква (от която после се отцепват протестантите) се явява ново различие в празнуването на Великден - според мнението трябва ли датата му да се съобразява изобщо с Песах или - не. Сред православните християни е утвърдено мнението, че хронологически по-вярно е Великден да се празнува задължително след еврейската Пасха и че това произтича от решението на Първия вселенски събор от 325 г. и е в съгласие с него. При оформянето на католическия календар то не се тълкува така, а само като задължение за отделно от еврейското празнуване, но като място и формат, а не по време. В случай на такова съвпадение или предхождане на Пасха, от датата на която поначало би бил Великден, католиците и протестантите отбелязват Великден, а православната църква го отлага с един лунен месец. Докато по Григорианския календар Великден може да съвпадне с Пасха, с източния Великден това не може да се случи, тъй като той задължително следва Пасха. Същевременно Пасха се изчислява според новолунието (според еврейския календар), а между новолуние и пълнолуние има половин месец. Така православният Великден се отклонява от западния в същия ритъм, както еврейската Пасха.
В резултат на създаването и приемането на Григорианския календар (отчитащ това, че по времето на Юлий Цезар не се е знаело толкова точно, на колко дни е равна 1 година) се появява и един интервал от около 2 седмици между православния (или по-скоро юлианския, тъй като и сред православните народи има такива, чиито църкви или власти са се отказали от Юлианския календар) и католическия (или по-скоро григорианския - тъй като този календар се налага и в страни, чието вероизповедание не е католическо) Великден, дори и ако иначе биха съвпадали. Това различие е донякъде преодоляно с въвеждането на някои места (включително в България) на Новоюлианския календар, което е валидно и изобщо за подвижните празници. В него е взето под внимание това, че григорианският календар е астрономически много по-верен от юлианския и за отправна точка за изчисляване на датите на Великден са възприети датите на новолунията, както са посочени в него (но за по-голямо приближаване до Александрийските пасхалии самото правило за определяне на Великден се тълкува по-скоро в смисъл, че Страстната седмица е онази, в която тази с пълнолунието е вече отминала, а за дата на пролетното равноденствие се приема 3 април, което е отношението по този въпрос и на запазилите юлианския календар и изобщо непризнаващи календарната реформа, въпреки че за тях датата 3 април по григорианския се равнява на 21 март по юлианския). Тъй като юлианското (както е разположено в григорианския календар - 3 април вместо 21 март) пролетно равноденствие изостава от реалното, понякога източният Великден се пада на второто пълнолуние след реалното настъпване на пролетта. Същевременно различието с католическия Великден много често е сведено до 1 седмица или отсъства, макар че понякога са разделени (заради еврейската Пасха) и от повече от месец.
Предложени са методи за окончателно уеднаквяване на датите, включително и с непосредствени наблюдения на Слънцето и Луната от Йерусалим или уговаряне на всеобщ и постоянен елементарен метод (алгоритъм), без каквито и да било допълнителни пресмятания (например денят след втората събота на месец април).

## Богослужение
Подготовката за честването на Великден започва през Страстна седмица. Празнува се 6 дни. Вечерта преди полунощ в събота се отслужва тържествено богослужение, всички светлини в храма се изгасяват и малко преди полунощ свещеникът изнася запален трисвещник, пеейки:
Приидите, приимите свѣтъ, от невечернаго света и прославите Христа, воскресшаго из мертвых.
В православните храмове последованието, свързано със запалването на свещите, е заимствано от подобно, което се извършва в Йерусалим, в храма „Възкресение Христово“, при слизането на Благодатния огън и се възприема като приемане на Благодатния огън от свещеника. От трисвещника всички присъстващи палят своите свещи (които по традиция носят по домовете си). При пеене на тропара „Воскресение Твое Христе Спасе“ всички излизат от храма. Точно в полунощ и извън храма при биене на камбаните свещеникът обявява Възкресението с думите „Христос воскресе“, на което получава отговор: „Воистину воскресе“ (тази двойка реплики е известна, като Великденски поздрав). При обявяването на Възкресението се пее празничният тропар и се обикаля кръстопоклонно иконата на Възкресението, положена на специален аналой (масичка), след това се чете Евангелие и Апостол. После свещеникът чука на храмовите врата с думите:
Подигнєтє, порти, горнищєто си, подигнєтє сє, вєчни порти, и щє влєзє Царят на славата!,
на което подучено лице (човек, който играе някаква ритуална диалогична роля) отвръща:
Кой є този Цар на славата?.
Свещеникът отваря вратите на храма, символизирайки Христос, отварящ райските двери и с пеене на Канона на празника – "Воскресенния ден" - хората влизат с песнопения в храма, за да се извърши литургията на празника.

## Храмове, посветени на Възкресение Христово
В България има няколко храма, посветени на Възкресение Христово:
- Черква „Възкресение Христово“ в село Драготинци, община Сливница - осветена е през 2004 година. Част от Софийска епархия на БПЦ;
- Черква „Възкресение Христово“ в град Нови Искър, Столична община - храмът е все още в строеж. Първата копка е направена на Светли вторник 2023 година от Белоградчишки епископ Поликарп[11]. Черквата е част от Софийска епархия на БПЦ;
- Черква „Възкресение Христово“ в София, квартал Красна Поляна - строителството на храма започва през 30-те години на XX век, осветен е през 1945 година от Софийския митрополит Стефан[12][13]. Част от Софийска епархия на БПЦ;
- Черква „Възкресение Христово“ в София, квартал Челопечене - осветен е през 1911 година[14]. Част от Софийска епархия на БПЦ;
- Черква „Възкресение Христово“ в Оризари, община Твърдица - храмът е осветен през месец май 2021 година от Старозагорски митрополит Киприан[15]. Част от Старозагорска епархия на БПЦ;
- Черква „Възкресение Христово“ във Велико Търново - храмът е осветен през 2016 година. Част е от Великотърновска епархия на Българската православна църква[16];
- Параклис „Възкресение Христово“ в село Момчиловци, община Смолян - част от Пловдивска епархия на БПЦ;
- Параклис „Възкресение Христово“ в град Смолян - част от Пловдивска епархия на БПЦ;
- Параклис „Възкресение Христово“ в село Полена, община Симитли - част от Неврокопска епархия на БПЦ.

## Великденски символи
Великденските символи са главно:
- боядисването на яйца,
- месенето на козунак

### Великденски яйца

#### История
Великденските яйца са специално боядисани или нарисувани яйца (най-често - кокоши, но понякога и от други птици, като пъдпъдък, чиито яйца са много по-дребни и затова са смятани за атрактивни), които се поднасят на Великден, през пролетта. Оцветяват се и се орнаментират разнообразно, но за най-традиционен от гледна точка на символиката на празника се счита червеният цвят. Той има ключова роля и в популярната легенда за срещата на римския император Тиберий и Мария Магдалена, последователка на Исус Христос, която в тази история се заема с начинанието да съобщи за подвизите и мисията му на владетеля. Намира Тиберий в двореца му и или го заварва да яде яйца или сама му носи в дар (по стар еврейски обичай за обдаряване на домакините от гостите). На императора разказът й му прозвучава твърде невероятно и той й заявява, че ако казаното от нея е вярно, значи може и бялото яйце да стане червено, след което това се сбъдва. Според друга версия, тя просто му подарява яйце, обагрено в червено, като символ на кръвта на Христос. Преданието гласи, че именно оттогава е обичаят яйцата да се червят (боядисват в червено) и че впоследствие са въведени и други оцветявания, но има исторически и археологически данни, че това се е правело още в Древен Египет и е характерен за Персия обичай, практикуван отдавна и от римляни и гърци, както и че е бил познат в Древен Китай. Ритуалите им, свързани с боядисани яйца, символизират раждането на живота.

#### Български обичаи
В България по традиция яйцата се боядисват на Велики четвъртък или на Велика събота. Разпети петък или още Велики петък е времето за душевно пречистване. В този ден не се работи. 
Първото яйце се оцветява винаги в червено от най-възрастната жена. Съществува поверие, че ако докато яйцето е още топло и прясно боядисано тя нарисува кръстен знак на челата на децата в семейството това ще им осигури здраве. Популярно е и поставянето на първото боядисано червено яйце пред домашната икона, за да пази дома.
Оцветените яйца се дават на гостите и на домашните и се провеждат състезания с тях, чие ще се окаже най-здраво, като вид гадаене за здраве. Яйце-победител, особено - многократен - е наричано с епитети, като "бияч" или "борец". Също така и при гостуване се носят великденски яйца за домакините и близките им. Винаги, когато са се боядисвали яйца, се е приготвяла и отделна кошничка за кумовете.
До появата на изкуствените оцветители са се използвали отвари от билки, ядки и др. С отвара от брош може да се получи червена багра, от смрадлика – оранжева, със зелен цвят – от коприва, в жълто – от орехи и от кори от ябълка или с отвара от стар кромид лук. За допълнителна украса са се ползвали отпечатъците на листенца от магданоз или фигурки, нарисувани с восък или с цветни моливи.

#### Изкуство
През XVIII век започва производството на шоколадови яйца - те могат да бъдат, както масивни, така и кухи. Последното позволява във вътрешността им да се поставят различни забавни изненади или лакомства за получателите им. Това е приложимо и въобще към изкуствените яйца. Дървените са известни отдавна, а от 60-те години XX век се продават и пластмасови. Изключителни със своята красота и блясък са декоративните яйца на Петер Карл Фаберже (ювелир, работил за руските царе Александър III и Николай II), изработени от скъпоценни камъни и благородни метали.
Широко използвани за изразяване на идеята за възраждане на живота и природата са и флоралните мотиви - свързани с цветята, а особено много - с предхождащия Великден празник Цветница.

#### Заекът и яйцата
Великденският заек, като символ на пролетното възраждане на природата предшества разпространението на християнството. Заекът традиционно се свързва с плодородието и изобилието, а в древните ритуали и вярвания – и с Луната и нейните цикли. Съществува легенда, отразяваща част от митологията на древните германци и скандинавци, според която Великденският заек някога е бил голяма красива птица, принадлежаща на богиня (Еостре/Остара). Тя я превръща в див заек, но тъй като той все още е птица по душа, продължава да прави гнезда и да ги пълни с яйца.
Великденският заек е основна фигура в празнуването на Великден в САЩ, където децата оставят своите великденски кошнички празни в навечерието на Великден, с надеждата да им остави в тях подаръци, ако са били достатъчно добри и послушни - това обикновено са яйца и сладкиши, но могат да бъдат и [играчки. Те очакват и в двора или из околността да има скрити яйца, които могат да намерят там и за които се предполага, че са снесени от заека. Подобни обичаи са разпространени и в други страни - главно от Западна Европа, но в някои случаи сходна роля имат други животни, като котки и лисици, а в Австралия това е местното животно билби (обикновен торбест бандикут), което външно прилича донякъде на заек, но няма неговата лоша слава на вредител сред местните фермери.

#### Пиленца и кокошки
Тъй като яйцата, ползвани от хората, се снасят основно от кокошките, те и техните малки - пиленцата - също са на някои места популярни, като великденски символ.

### Обредни хлябове
Обредните хлябове са неотменна част от традициите на Великден. Обикновено се правят в кръгла форма и се украсяват с плетеници, като в средата им се слага червено яйце. За първи път козунак се приготвя през 17 век във Франция (френският тип козунак се нарича бриош - Brioche). За Италия е характерен подобен сладък хляб – панетоне. Донякъде подобни са и немският хляб щолен, както и характерното за полските великденски традиции ястие бабка (сладка пита с формата на пресечен конус и с голяма дупка в средата, подходяща за поставяне на разни тематични украси).
В България по традиция великденските хлябове се замесват в четвъртъка преди Великден, в Гърция – в петък и др. Някоя от тези пити се прави сладка и това е великденският козунак. Според изследователи на Българското Възраждане, за първи път козунак в съвременния му вид се готви в град Шумен, покрай унгарските емигранти там, начело с Лайош Кошут, след края на Унгарската  революция. Както руският обреден хляб кулич, така и други разпространени сред славянските народи празнични обредни хлябове, като украинската паска/пасха (различна от едноименното руско и също великденско изделие, което се прави от извара) и балканският козунак вероятно са се развили, като по-светска версия на богослужебния обреден хляб артос, който също има голямо приложение по великденските празници.

### Агне
Агнешкото месо е възприемано, като много важна част от великденската трапеза, а самото агне (малкото на овцата) – свързвано с Исус Христос, който е наричан и Агнец Божи.

## Други
На Великден е наречена улица в квартал „Модерно предградие“ в София (Карта).